# Las Grutas, Argentina
Las Grutas är en ort i Argentina.   Den ligger i provinsen Río Negro, i den södra delen av landet, 900 km sydväst om huvudstaden Buenos Aires. Las Grutas ligger 21 meter över havet och antalet invånare är 4 487.
Terrängen runt Las Grutas är platt. Havet är nära Las Grutas åt sydost. Närmaste större samhälle är San Antonio Oeste, 13,7 km nordost om Las Grutas. 